# Maruyama Ōkyo
Maruyama Ōkyo  (円山 応挙?, Maruyama Ōkyo), il cui vero nome era Maruyama Masataka, (Anōmura, 1733 – Kyoto, 1795) è stato un pittore giapponese del tardo XVIII secolo, fondatore della scuola di pittura naturalista Maruyama-Shijō.

## Biografia
Masataka nacque da una famiglia contadina nel villaggio di Anōmura, distretto di Kuwada, provincia di Tamba. Fu novizio in un tempio locale per breve tempo, ma abbandonò presto la vita religiosa, e trasferitosi a Kyoto all'età di dodici anni divenne apprendista in un negozio di tessuti e in seguito in uno di giocattoli. Durante il suo periodo di apprendistato nel negozio di giocattoli imparò a dipingere visi di bambola e megane-e, le immagini usate negli stereoscopi. Gli stereoscopi erano in origine importati dall'Olanda e grazie ad essi Masataka rimase colpito dalle tecniche europee e cominciò a studiare la pittura occidentale.
Nel 1749 iniziò a studiare pittura con Ishida Yūtei della scuola Kanō, ma non soddisfatto dello stile appreso dal maestro, decise di proseguire in altre direzioni. Ammirava molto lo stile di maestri cinesi come Qian Xuan, famoso per i suoi dipinti di fiori, e Qiu Ying, grande ritrattista di dinastia Ming. Il nome d'arte Ōkyo, infatti, deriva dal secondo carattere del nome Shun Kyo, uno dei nomi usati da Ch’ien Hsüan, unito al prefisso onorifico "O". Nel 1759 gli vennero commissionati dei dipinti da un vecchio datore di lavoro, grazie ai quali raggiunse una certa popolarità. Nel 1765 Ōkyo conobbe l'abate dell'Enman'in, Yūjō, il quale gli commissionò varie opere per il tempio.

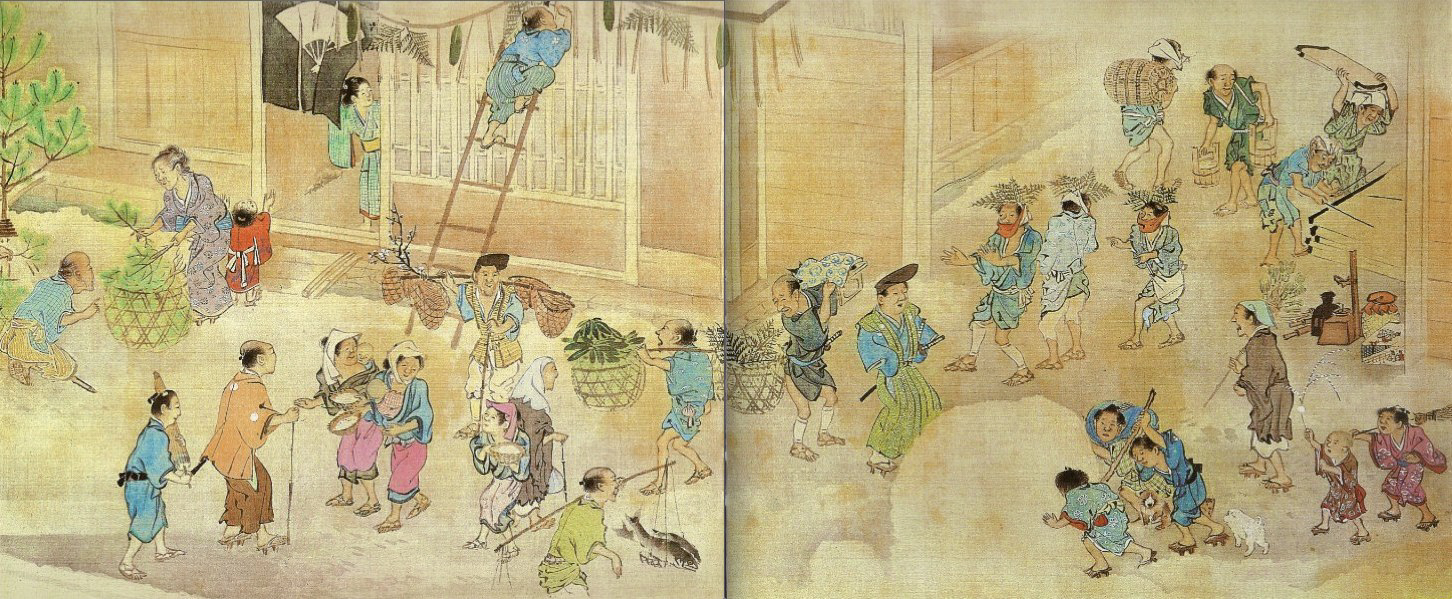
Uno dei temi preferiti di Ōkyo erano scene quotidiane del distretto mercantile di Kyoto

Verso la fine degli anni Sessanta del XVIII secolo le opere di Ōkyo giunsero all'attenzione dell'imperatore Gomomozono che lo assunse a palazzo. Nel 1781 Ōkyo dipinse i paraventi utilizzati durante la cerimonia di incoronazione del nuovo imperatore Kōkaku, e fu anche coinvolto nella ricostruzione del palazzo imperiale distrutto da un incendio nel 1788.
Ricevette commissioni dal Myōhō-in e da numerosi altri templi, nonché da importanti famiglie mercantili, quali la Mitsui. Nel 1768 si trasferì in una residenza con un grande studio a Shijō Kamiyachō, dove fondò la scuola di pittura Maruyama. Nel 1787 Incontrò per la prima volta Matsumura Goshun, il quale fondò il ramo Shijō della scuola Maruyama, che divenne conosciuta come Scuola Maruyama-Shijō, dal nome del quartiere in cui Ōkyo e Goshun risiedevano. Quando lo studio fu distrutto nel 1788 da un incendio, Ōkyo tornò per un breve periodo nel paese natale, per poi fare ritorno a Kyoto, dove condivise un alloggio con Goshun.
Nel 1793 la sua salute cominciò a deteriorarsi e morì due anni più tardi lasciando lo studio al figlio Ōzui.

## Stile e Opere

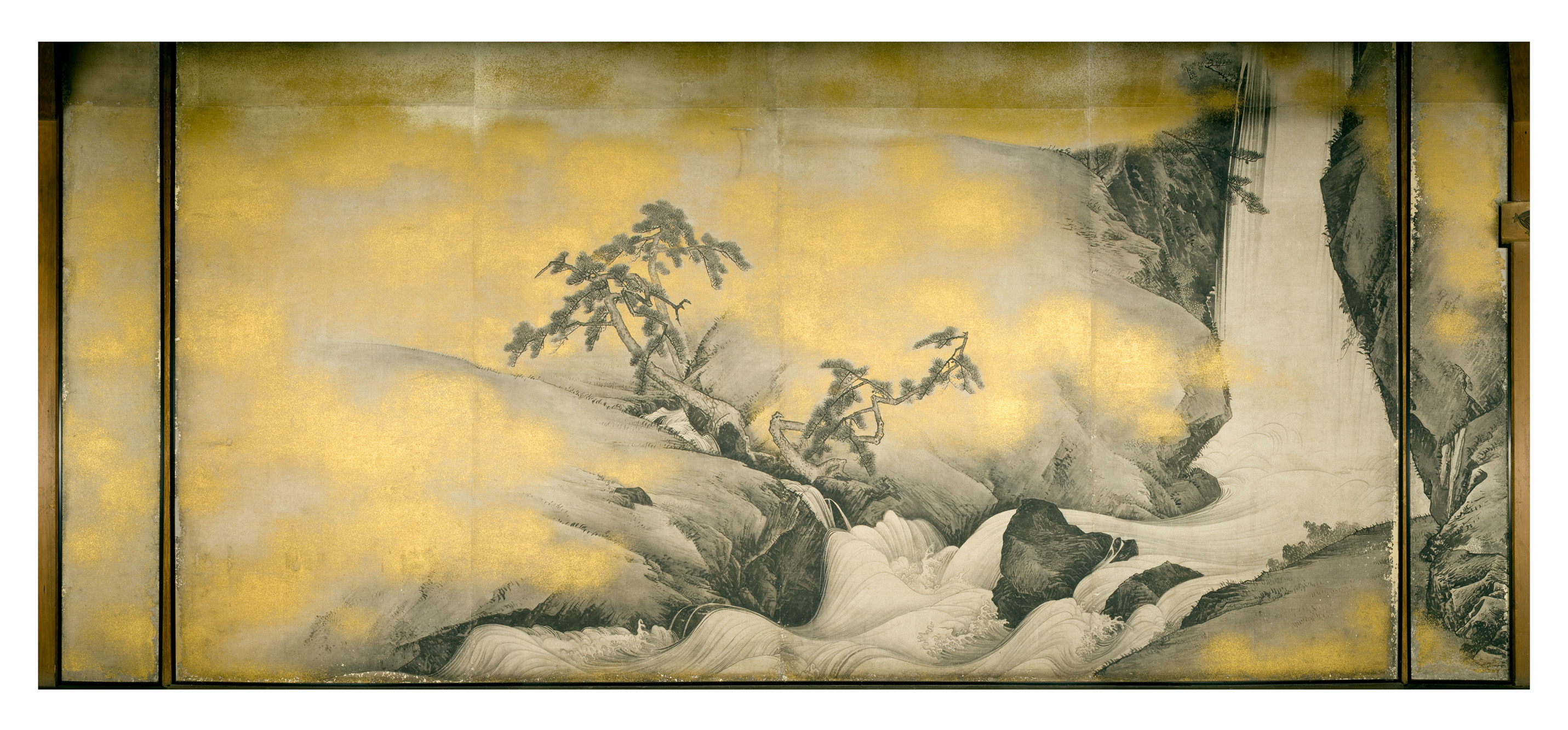
Cascata, dipinto per l'abate Yūjō

Ōkyo fu un importante esponente della scuola naturalista giapponese di fine XVII secolo. Nonostante da giovane fosse stato studente di Ishida Yūtei, membro della scuola Kanō, e ammirasse molto lo stile dei maestri cinesi Qian Xuan e Qiu Ying, i suoi dipinti mostrano raramente influenze stilistiche di tali artisti, e ancora meno della pittura occidentale che egli studiò durante il suo apprendistato nel negozio di giocattoli. All'inizio della sua carriera Ōkyo sperimentò anche dipinti prospettici e nudi, ma furono anch’essi interessi passeggeri. Egli si distaccò sia dalla scuola Kanō che dallo stile dei Maestri Cinesi, poiché preferiva analizzare approfonditamente dal vivo i soggetti delle sue opere e riprodurli più accuratamente possibile; con il tempo riuscì a sviluppare un proprio stile unico e personale che combinava naturalismo e stilizzazione.

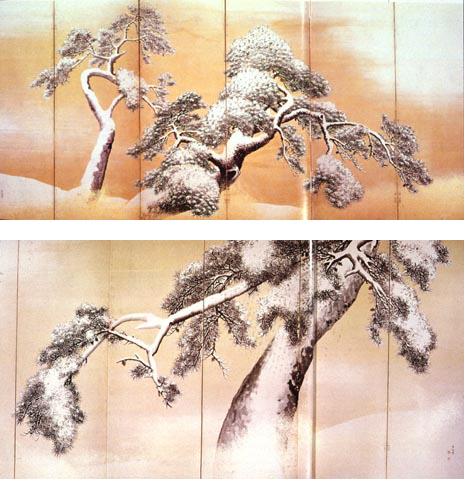
Pini Innevati, dipinto per la famiglia Mitsui

Ōkyo usava semplificare le sue composizioni, isolando i soggetti e accennando solo parzialmente lo sfondo. Anche la sua tecnica appariva piuttosto semplice: colori chiari e scuri erano applicati con pennellate spesse uno accanto all'altro per creare un gioco di luci ed ombre che rendesse l'illusione di naturalezza. Ōkyo usava spesso un pennello largo e piatto, che ben si prestava sia a rappresentazioni realistiche che decorative. Caricando il pennello maggiormente da un lato di inchiostro o colore gli era possibile dipingere pennellate larghe e ben definite . Nonostante tale tecnica fosse spesso criticata dalle altre scuole di pittura dell'epoca, non mancavano moltissimi artisti impressionati dal realismo delle opere di Ōkyo.
Nel 1768 l'abate del tempio Enman'in di Ōtsu, Yūjō, gli commissionò un set di rotoli intitolato Sette Fortune e Sette Sventure, una spiegazione pittorica dei beni e dei mali derivati dal karma di vite precedenti. Il set è costituito da tre rotoli, lunghi in totale circa 45 metri, che Ōkyo impiegò circa tre anni a completare. Due di tali rotoli mostrano i disastri inflitti all'uomo dalla natura e da altri uomini, mentre il terzo mostra i successi conquistabili in questa vita.
Nel 1769 Ōkyo dipinse Martin pescatore e Trota la cui rappresentazione risulta molto più esplicita, grazie anche all'uso di colore, rispetto alle opere di pittori precedenti che, per lo stesso tema, lasciavano molto all'immaginazione usando solo inchiostro. Ogni elemento del dipinto è curato nei minimi dettagli per renderlo più verosimile possibile e facile da comprendere.

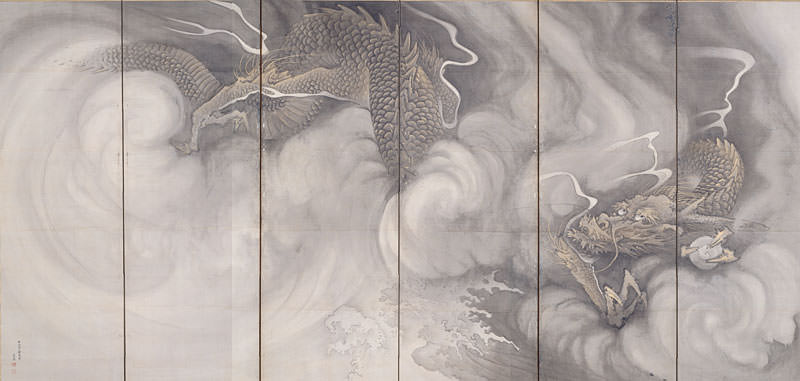
Draghi nelle Nuvole, paravento sinistro

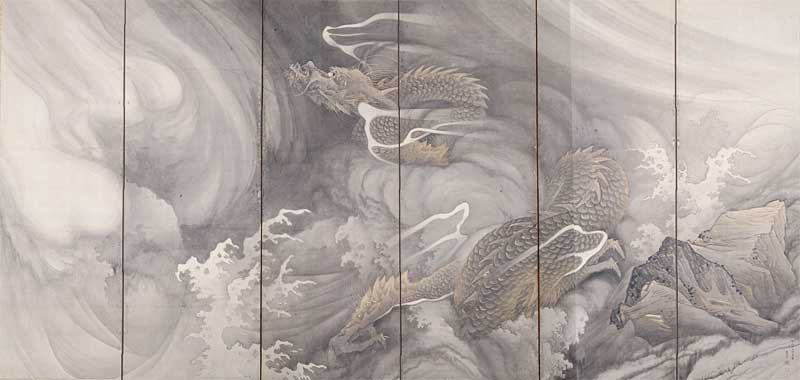
Draghi nelle Nuvole, paravento destro

Nel 1772 Ōkyo dipinse una Cascata per l'abate Yūjō, che assieme alle Sette fortune e Sette Sventure dimostra le grandi abilità pittoriche dell'artista. Risalenti al 1772 sono anche una serie di bozze di elementi naturali. Un'opera che mostra la maestria di Ōkyo nella rappresentazione di elementi tradizionali dello stile decorativo e l'uso unico che ne fa per raggiungere un grande naturalismo è Pini Innevati del 1773, commissionato da un membro della famiglia Mitsui. Tale opera è composta da due paraventi di sei pannelli ciascuno, dipinti a inchiostro su sfondo dorato. Il paravento destro mostra un singolo pino innevato che si innalza occupando tutto lo spazio orizzontalmente da sinistra a destra coi i rami piegati naturalmente sotto il peso della neve, mentre il pino del paravento sinistro si allunga da destra a sinistra. Per il tronco dei pini Ōkyo ha usato la tecnica tsuketate: il contorno non è delineato ma è suggerito da un gioco di luci ed ombre. Le pennellate sono ampie e marcate per la corteccia e più sottili per gli aghi del pino.
Poco prima della sua morte, avvenuta nel 1795, Okyo dipinse un enorme Vista della Rapide Hozu composta da paraventi a otto pannelli. L'opera mostra sia l'abilità che le debolezze dell'artista: mentre gli elementi naturali in questo dipinto risultano molto realistici e curati, la stessa tecnica usata in Draghi nelle Nuvole fa apparire i draghi fuori posto e innaturali. Essendo elementi fantastici Ōkyo non poté applicare loro la sua tecnica, che prevedeva l'osservazione dal vero.
Ōkyo raggiunse una grande fama, tanto che lavorò anche per la corte imperiale e lo shogunato e la sua scuola Maruyama-Shijō fu una delle scuole naturaliste più popolari dell'epoca.

## Curiosità
Un dipinto di Maruyama Ōkyo viene citato dallo scrittore giapponese Yukio Mishima nel suo noto romanzo Il padiglione d'oro, esposto nel tokonoma della torre del Kinkaku-ji (Milano, Universale Economica Feltrinelli, 1990).